# Bienkonia
Bienkonia is een geslacht van rechtvleugeligen uit de familie veldsprinkhanen (Acrididae). De wetenschappelijke naam van dit geslacht is voor het eerst geldig gepubliceerd in 1970 door Dirsh.

## Soorten
Het geslacht Bienkonia  is monotypisch en omvat slechts de volgende soort:
- Bienkonia pusilla (Bey-Bienko, 1957)